# Søren Skafte
Søren Skafte (født 24. marts 1951 i Næstved) er en dansk forhenværende embedsmand.

## Karriere
Han er student fra Roskilde Katedralskole 1971 og blev cand.polit. 1979. Han var 1976-78 student hos Danmarks Statistik og aftjente 1978-79 sin værnepligt ved Kronens Artilleriregiment. Fra 1979 til 1983 var han fuldmægtig i Statsministeriet og var fra 1983 til 1990 - i det meste af Poul Schlüters regeringstid - ministersekretær i Statsministeriet. Han var 1990-91 kabinetschef i Statsministeriet, 1991-95 departementschef i Energiministeriet og 1995-2000 direktør for Strukturdirektoratet under Fødevareministeriet. Fra 2000 til 2003 var han kommitteret i Fødevareministeriet og var slutteligt fra 2003 til 2012 statskonsulent og stedfortrædende ministerråd ved Danmarks faste repræsentation ved FAO i Rom.
Siden 29. juli 1996 har han været Ridder af 1. grad af Dannebrog.

## Politik
Ved kommunalvalget 2013 er Søren Skafte kandidat for Det Konservative Folkeparti i Gentofte Kommune.
Siden 16. oktober 1976 (Vigersted Kirke) har han været gift med Anette Bjergager (født 10. juli 1951 i Ringsted), datter af Svend Bjergager og hustru Inger født Thomsen.